# Lišček
Lišček (znanstveno ime Carduelis carduelis) je majhna ptica iz družine ščinkavcev, ki je pogosta tudi v Sloveniji.

## Opis
Odrasli liščki dosežejo v dolžino med 11,5 in 12,5 cm in imajo perje pisanih barv. Po hrbtu prevladujejo rdečkasto-rjavi toni, teme in tilnik pa sta črne barve, trebuh je svetlejši. Peruti so črne, po sredini pa prečno poteka rumen pas. Okrog kljuna ima lišček značilno rdečo obrazno masko, za očmi pa ima belo liso. Samec in samica se ločita le po zaključku rdeče maske čez oči in po peresih na robu peruti. Samica ima ta peresa rjave, samec pa zelene barve. Mladiči so rjavkasti in lisasti. Odrasle ptice merijo preko kril med 21 in 25 cm, tehtajo pa med 14 in 19 g. Oglaša se s hitrim in zvenečim didlit. Zaradi lepe obarvanosti in živahne narave so liščke že v antičnem Rimu lovili za hišne ljubljenčke.

## Razširjenost
Lišček je doma v Evropi, Severni Afriki, ter zahodni in osrednji Aziji.  Kasneje so ga zanesli tudi drugam po svetu. V 19. stoletju so ga zanesli na jugovzhod Avstralije, kjer se je hitro razširil.
Lišček je družabna ptica, ki poseljuje parke, vrtove, sadovnjake in polja, pogosto pa se zadržuje tudi na zapuščenih površinah, kjer je dovolj hrane. Osnovna hrana liščka so drobna semena, občasno pa kljuva tudi brste in listne vršičke. V času gnezdenja lovi tudi žuželke. Takrat z rastlin obira tudi listne uši. Najpogostejša hrana liščka so semena iz rastlin rodu bodak (Carduus), po katerem je dobil tudi znanstveno ime. Običajno gnezdi na listavcih in po grmovju. Skodeličasto gnezdo splete iz koreninic in drobnih vejic, od znotraj pa ga postelje z živalskimi dlakami, pajčevinami in podobnimi materiali. Samica vanj v dveh, redkeje celo v treh leglih, izleže 4-6 jajc. Po 14 dneh se izvalijo mladiči, ki so gnezdomci in jih hranita oba starša. Samostojni postanejo po treh tednih. 

## Podvrste
Po tem, ko so sivooglavo skupino caniceps ločili kot samostojno vrsto, je zdaj priznanih desetpodvrst liščka.
- C. c. britannica (Hartert, 1903) – Britansko otočje
- C. c. carduelis (Linnaeus, 1758) – večina evropske celine, Skandinavija
- C. c. parva Tschusi, 1901 – Iberija, severozahodna Afrika in atlantski makaronezijski otoki (Kanarski otoki, Madeira)
- C. c. tschusii Arrigoni degli Oddi, 1902 – Korzika, Sardinija, Sicilija
- C. c. balcanica Sachtleben, 1919 – jugovzhodna Evropa (Balkan, Grčija, Kreta, severozahodna Turčija)
- C. c. niediecki Reichenow, 1907 – jugozahodna Azija (Rodos, Karpatos, Ciper, Egipt do Male Azije, severni Irak, jugozahodni Iran),
- C. c. brevirostris Zarudny, 1890 – vzhodna Turčija, južni Kavkaz in severozahodni Iran
- C. c. colchica  Koudashev, 1915 – Krim in severni Kavkaz
- C. c. volgensis Buturlin, 1906 – južna Ukrajina, jugozahodna Rusija in severozahodni Kazahstan
- C. c. frigoris Wolters, 1953 – zahodna Sibirija

Nekdanja skupina podvrst caniceps, ki je vključevala C. c. caniceps, C. c. paropanisi, C. c. subulata in C. c. ultima, je  International Ornithological Congress leta 2023 razvrstil kot samostojno vrsto himalajski lišček (Carduelis caniceps).
- C. c. carduelis, mladič, Nemčija
- C. c. britannica, Wigan, Anglija
- C. c. carduelis, Švedska
- C. c. niediecki, Ciper
- C. c. parva, Maroko